# 五稜郭
1. 箱館五稜郭祭の維新パレード土方歳三コンテスト

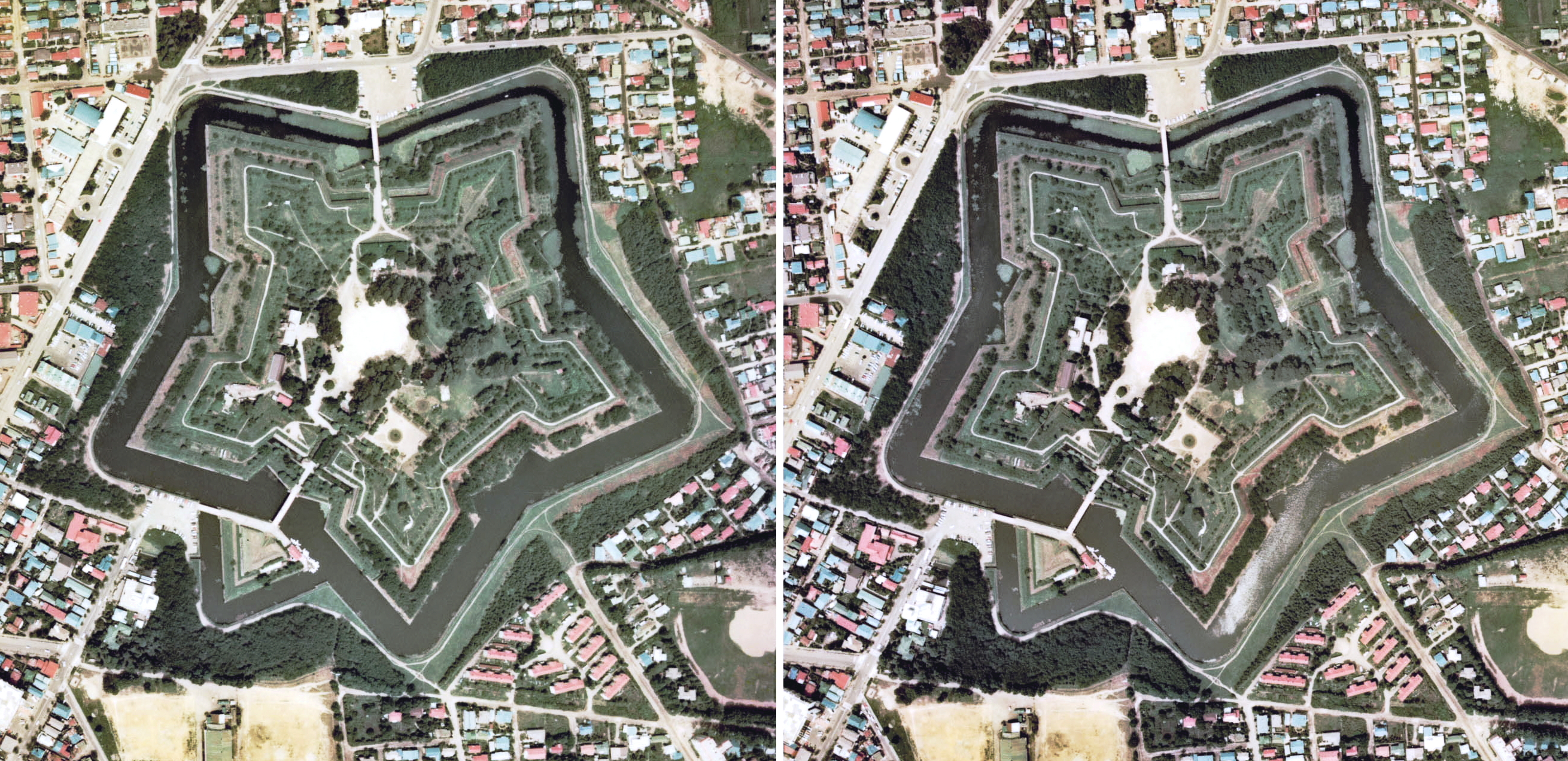
五稜郭のステレオ空中写真（1976年）

五稜郭（ごりょうかく）は、江戸時代末期に江戸幕府が蝦夷地の箱館（現在の北海道函館市）郊外に築造した稜堡式の城郭。
予算書時点から五稜郭の名称は用いられていたが、築造中は亀田役所土塁（かめだやくしょどるい）または亀田御役所土塁（かめだおんやくしょどるい）とも呼ばれた。元は湿地でネコヤナギが多く生えていた土地であることから、柳野城（やなぎのじょう）の別名を持つ。

## 概要
五稜郭は箱館開港時に函館山の麓に置かれた箱館奉行所の移転先として築造された。しかし、1866年（慶応2年）の完成からわずか2年後に江戸幕府が崩壊。短期間箱館府が使用した後、箱館戦争で榎本武揚率いる旧幕府軍に占領され、その本拠となった。明治に入ると郭内の建物は兵糧庫1棟を除いて解体され、陸軍の練兵場として使用された。その後、1914年（大正3年）から五稜郭公園として一般開放され、以来、函館市民の憩いの場とともに函館を代表する観光地となっている。
現在残る星形の遺構から外側100～350メートルには、北と北西を除いて外郭の土塁がかつて存在したが、現在では国有保安林となっている箇所以外、面影は失われている。
国の特別史跡に指定され、「五稜郭と箱館戦争の遺構」として北海道遺産に選定されている。五稜郭は文化庁所管の国有財産であり、函館市が貸与を受け、函館市住宅都市施設公社（指定管理者）が管理している。

## 沿革

### 築造

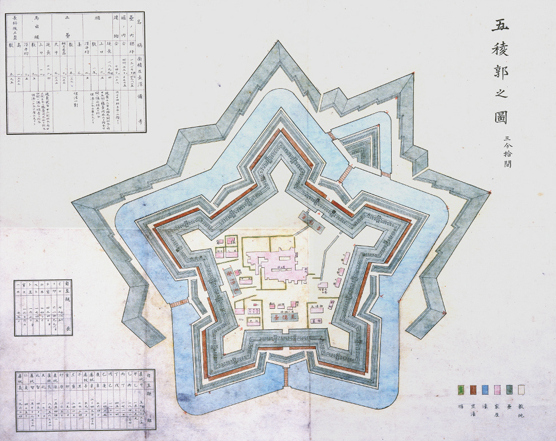
「五稜郭之図」。最終設計図の1つとみられている。

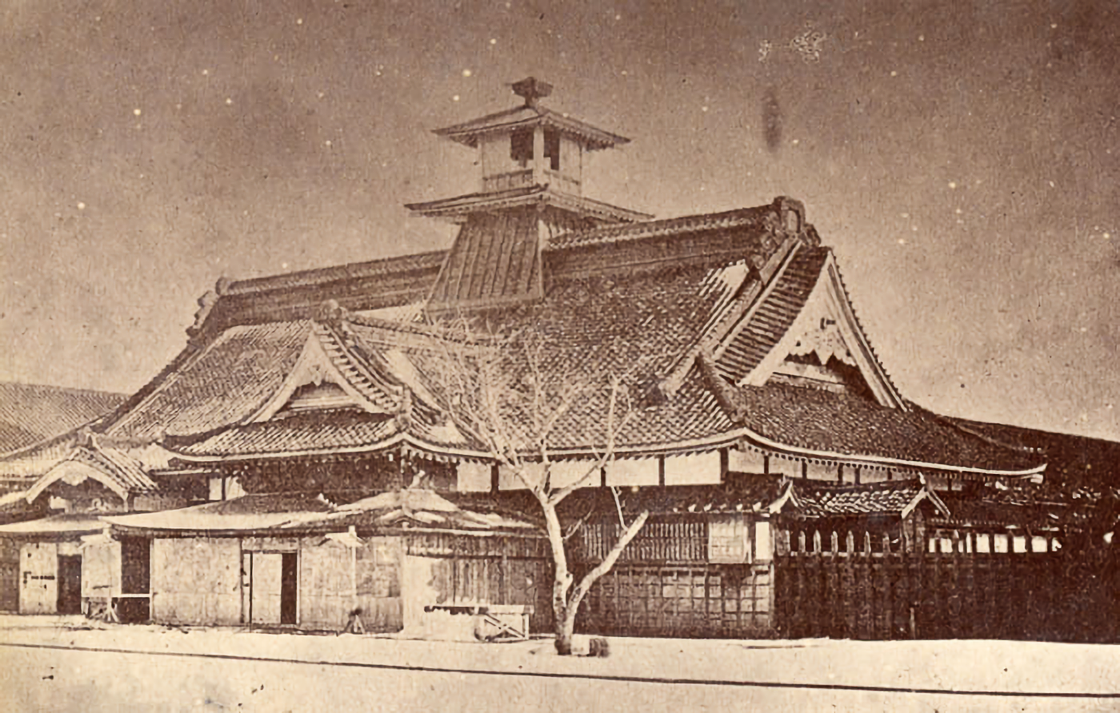
箱館御役所（奉行所庁舎）
（1868年冬撮影）

1854年（安政元年）3月、日米和親条約の締結により箱館開港が決定すると、江戸幕府は松前藩領だった箱館周辺を上知し、同年6月に箱館奉行を再置した。箱館奉行所は前幕領時代（1802年 - 1807年）と同じ基坂（現在の元町公園。当時は松前藩の箱館奉行詰役所があった）に置かれた。初代奉行の竹内保徳は松前藩の建物を増改築して引き続き使用する方針を示したが、続いて奉行に任命された堀利煕は、同所は箱館湾内から至近かつ遮るものがなく、加えて外国人の遊歩区域内の箱館山に登れば奉行所を眼下に見下ろすことができ御役所をはじめとした要地の配置が筒抜けであり、かつ海中に突き出した地形のため諸外国が開戦に及べば「一炮粉虀(いっぽうふんさい、一撃で粉微塵に打ち砕かれること)」である箱館から離し、有川(現・大野川河口付近)辺かあるいは亀田への移転が必要であると上申。竹内と堀は江戸に戻ると、箱館湾内からの当時の艦砲射撃の射程外に位置し、かつ箱館市中との連絡や取り締まり、函館湾・大森浜両岸が視認でき外国船の動向も伺いやすいとして「亀田村之奥」鍛冶村中道を御役所移転地と定め、追々「御役所四方土塁」を築く予定である旨の上申を老中・阿部正弘に提出した（なお武田斐三郎は後の1856年（安政3年）4月、この立地に対し、艦砲を避けるためより海から離れ、かつ砲戦防衛上有利を取れる高所より見下ろすことが可能な土地を選ぶべきとして(砲戦不適の窪地である亀田ではなく)「峠下・大野・市ノ渡邊」あるいは「桔梗野奥ノ台」への変更を建言したが、却下されている）。これが幕閣に受理され、五稜郭の建設が決定した。
併せて、矢不来・押付・山背泊・弁天岬・立待岬・築島・沖の口番所の7か所の台場の新改築からなる箱館港の防御策も上申されたが、阿部はこれらを同時に築造するのは困難なので、まず弁天岬（弁天台場）と築島（着工されず）に着手するよう指示している。
1855年（安政2年）7月にフランスの軍艦「コンスタンティーヌ号」が箱館に入港した際、箱館奉行所で器械製造と弾薬製造の御用取扱を務めていた武田斐三郎が同艦次官より竹内保徳が贈られた砲術書を実見した際に感銘を受け、副艦長から大砲設計図の作図法を学んだ。この際の技術は、後に古武井溶鉱炉建設の際に活かされた。
巷説にこの際「築城書」を得てそれを基に五稜郭が設計されたというものがあるが、当時贈られたものは「船将次官」より「砲術書之趣二冊」、「士官」より「渾天儀文鎮様之物一ツ」のみであり、「築城書」あるいはそれに類する要塞学教本は贈られていない。そして来航したモントラベル艦長はじめコンスタンティーヌ号乗員は全てフランス海軍士官であり、その教育課程に要塞学は含まれておらず、海軍任務である極東測量任務の補給のため寄港した同艦がそれに係る情報を持ち合わせていたとも考えられない。一方、武田斐三郎と佐久間象山門下で同期同門であった松前藩士である藤原主馬が1855年(安政2年)に稜堡式星形堡の砲戦警衛拠点である戸切地陣屋を設計・竣工しており、主馬より長く洋式軍学を学んだ斐三郎がすでに彼と同等の洋式要塞学の知見を有しており、五稜郭の設計の基盤となった可能性は高い。
武田斐三郎は先述の仏艦乗員らから「フランスの作り方が最も堅固である」とのアドバイスを受けた箱館奉行より命じられ、御役所土塁、後の五稜郭の設計にとりかかる(仏蘭西フランス入港ノ節、直ニ(※仏武官に奉行が)御尋ニテ城塞ハ仏蘭西堅固ト申スコトニテ、其上斐三郎ヘ引形(平面設計)被仰付」『探箱録』)。安政3年3月付の設計図『此度函館江築候御台場之図』には五稜郭本陣と全周に巡らされた半月堡と堡障からなる、18世紀半ばにフランスのルイ・ド・コルモンテーニュが考案した稜堡式城郭の重層構造システムであるコルモンテーニュ・システムに類似した構造が見てとれる。特に堡障の大きさは、19世紀に蘭学を通じて日本に伝わっていたニコラ・サヴァールの教本中にある図解と近似する。なお先述のとおり、この年の4月に斐三郎は亀田からより砲戦防衛に適した地への予定地変更を箱館奉行に建言しているが却下されており、欧州軍事における陣地設計において最優先事項である「選地」も含めた設計を行っていた可能性がある。
五稜郭と弁天・築島・沖之口台場の築造からなる総工費41万両の予算書が作成された。当初は工期20年の計画だったが、蝦夷地警備を命じられた松前藩（戸切地陣屋）・津軽藩（津軽陣屋）・南部藩（南部陣屋）・仙台藩（白老陣屋）の各陣屋が既に完成していたことから、五稜郭や台場の工事が遅れると箱館市民や外国人に対して幕府の権威を失うことになるので、弁天台場と五稜郭の築造を急ぐこととなった。
1856年（安政3年）11月、組頭・河津祐邦、調役並・鈴木孫四郎、下役元締・山口顕之進、諸術教授役・武田斐三郎らを台場並亀田役所土塁普請掛に任命し、1857年（安政4年）7月に五稜郭の築造を開始。建物については、1856年（安政5年）から郭外北側に役宅を建設、1861年（文久元年）に奉行所庁舎建設を開始した。施工は土木工事を松川弁之助、石垣工事を井上喜三郎、奉行所の建築を江戸在住の小普請方鍛冶方石方請負人中川伝蔵が請け負った。当初は、まず掘割と土塁工事、続いて建物工事、最後に石垣工事を行う計画だったが、この土地はもともと土壌の性質が悪く、谷地(低湿地)を埋め立てるなどして対応していたものの、堀切土面がその形状を保つことができず崩落したほか、さらに冬季の寒気による凍結がそれに拍車をかけたため(土性不宜候上、谷地埋立等之カ所も有之、切岸持保不申、其上寒地之儀年々凍崩」『亀田御役所五稜郭・弁天岬御臺場御普請御用留』)、急遽石垣工事を先行させた。
1864年（元治元年）に竣工、6月15日に箱館奉行・小出秀実が奉行所を五稜郭内に移転し業務を開始した。引き続き防風林や庭木としてのアカマツの植樹や付帯施設の工事も行われ、1866年（慶応2年）に全ての工事が完了した。
五稜郭の総工費は10万4090両（予算14万3千両）、その内訳は堀割・土塁・石垣などの土木工事に5万3144両（予算9万8千両）、建物の建築工事に4万4854両（予算2万5千両）、水道の敷設工事に6092両（予算2万両）というもので、これとは別に弁天台場が10万7277両（予算10万両）を費やして築かれた（一方、当初4万両ずつが見込まれた五稜郭・弁天台場の配備大砲予算は枠ごと削除され執行されず、2万両ずつ20ヶ年賦・総額40万両の予定であった予算は11年分21万5千両で決算となった）。この大事業に最繁期で5〜6千人の人夫が使われたといわれ、箱館には人が満ちて街は大いに潤った。

### 箱館戦争

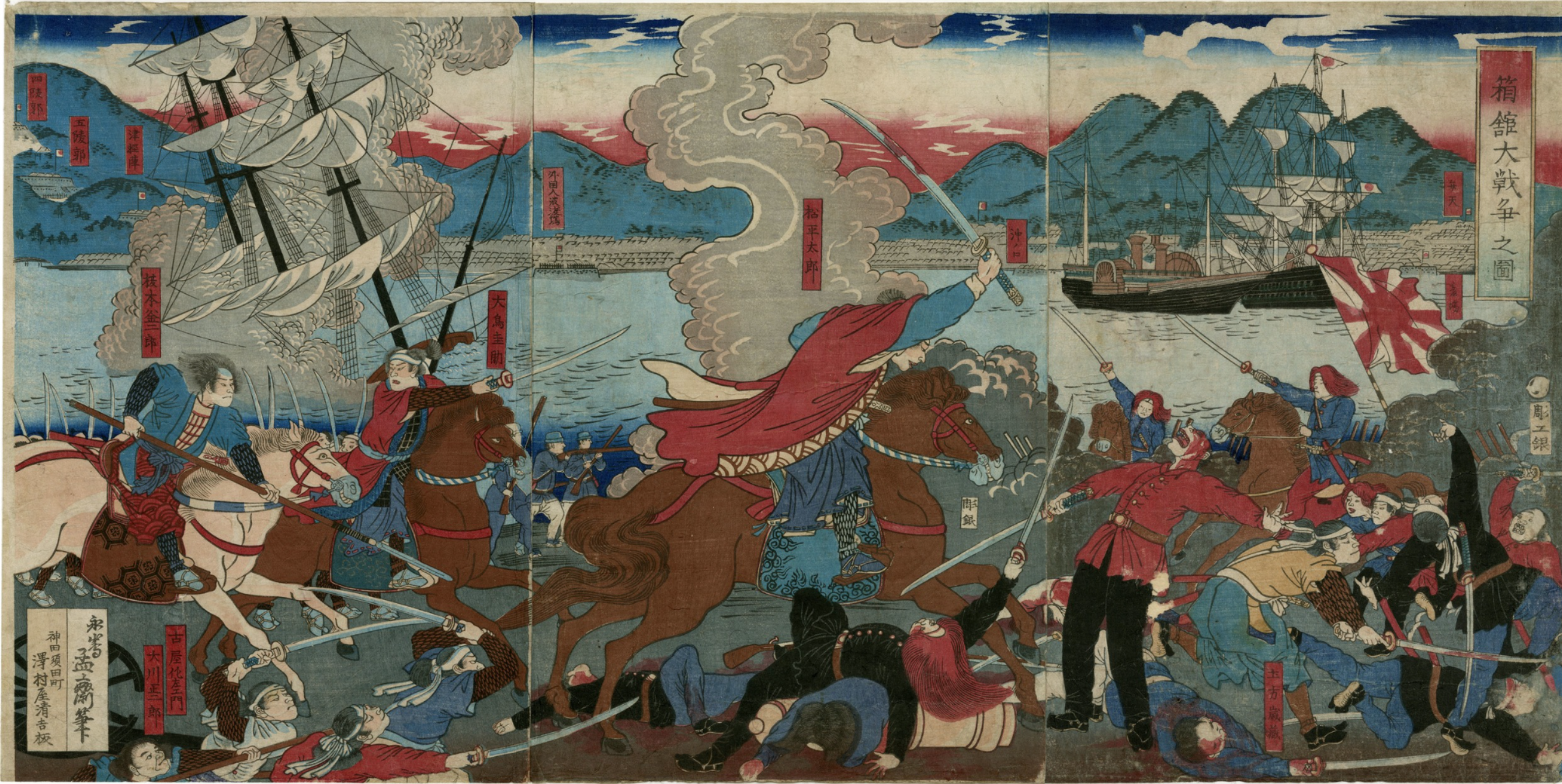
「箱館大戦争之図」永嶌孟斎画

大政奉還の後、新政府により箱館府が設置されると、五稜郭は、1868年（慶応4年）閏4月に箱館奉行・杉浦誠から箱館府知事・清水谷公考に引き渡され、箱館府が引き続き政庁として使用した。同年10月21日に榎本武揚率いる旧幕府軍が鷲ノ木（現在の森町）に上陸。箱館府は迎撃したものの、各地で敗北。10月25日に清水谷知事が箱館から青森へ逃走し、10月26日に松岡四郎次郎隊が無人となった五稜郭を占領した。当時の五稜郭は大鳥圭介によれば「胸壁上には二十四斤砲備えたれども、射的の用には供し難し」「築造未だ全備せず、有事の時は防御の用に供し難き」という状態だったが、旧幕府軍は冬の間に、堤を修復し大砲を設置、濠外の堤や門外の胸壁を構築するなどの工事を行い、翌1869年（明治2年）3月に完成させた。
同年5月11日の新政府軍による箱館総攻撃の際には、五稜郭に備え付けた大砲で七重浜および箱館港方面に砲撃を行っている。しかし新政府軍に箱館市街を制圧され、翌12日以降、甲鉄が箱館港内から五稜郭に向けて艦砲射撃を行うと、奉行所に命中した砲弾により古屋佐久左衛門らが死傷。また、新政府軍は各所に陣地を築き、大砲を並べ砲撃した。猛烈な砲撃に旧幕府軍は夜も屋内で寝られず、また五稜郭には堡塁がなかったため、石垣や堤を盾にして畳を敷き、屏風を立ててかろうじて攻撃を凌ぐ有様だった。その後、5月15日に弁天台場が降伏、16日には千代ヶ岱陣屋が陥落し、新政府軍から五稜郭へ総攻撃開始が通知され、衆議を経て5月18日に榎本らが降伏、五稜郭では戦闘が行われることなく新政府軍に引き渡された。

### 練兵場
明治以降、五稜郭は兵部省から1873年（明治6年）には陸軍省の所管となった。この際現地現状と開拓使より提出された図面の比較照合が行われ、本塁上の砲座様遺構や長斜坂など、計画上は存在しながら実際には作られなかったものが多数含まれていたことが判明している。奉行所庁舎および付属建物の多くは、1871年（明治4年）に札幌の開拓使本庁舎建設の資材とする目的で解体されたが、実際には札幌に運ばれず、札幌本道の工事や蓬莱町遊廓の建設資材として使われた。
その後、五稜郭は特に手を加えられることなく、練兵場として使用された。このほか、1890年（明治23年）から1899年（明治32年）まで函館要塞砲兵大隊の仮事務所が置かれた。
一般市民は立入禁止となっていたが、中川嘉兵衛が陸軍の許可を得て、1871年から五稜郭の氷を切り出して「函館氷」として売り出していた。

### 五稜郭公園

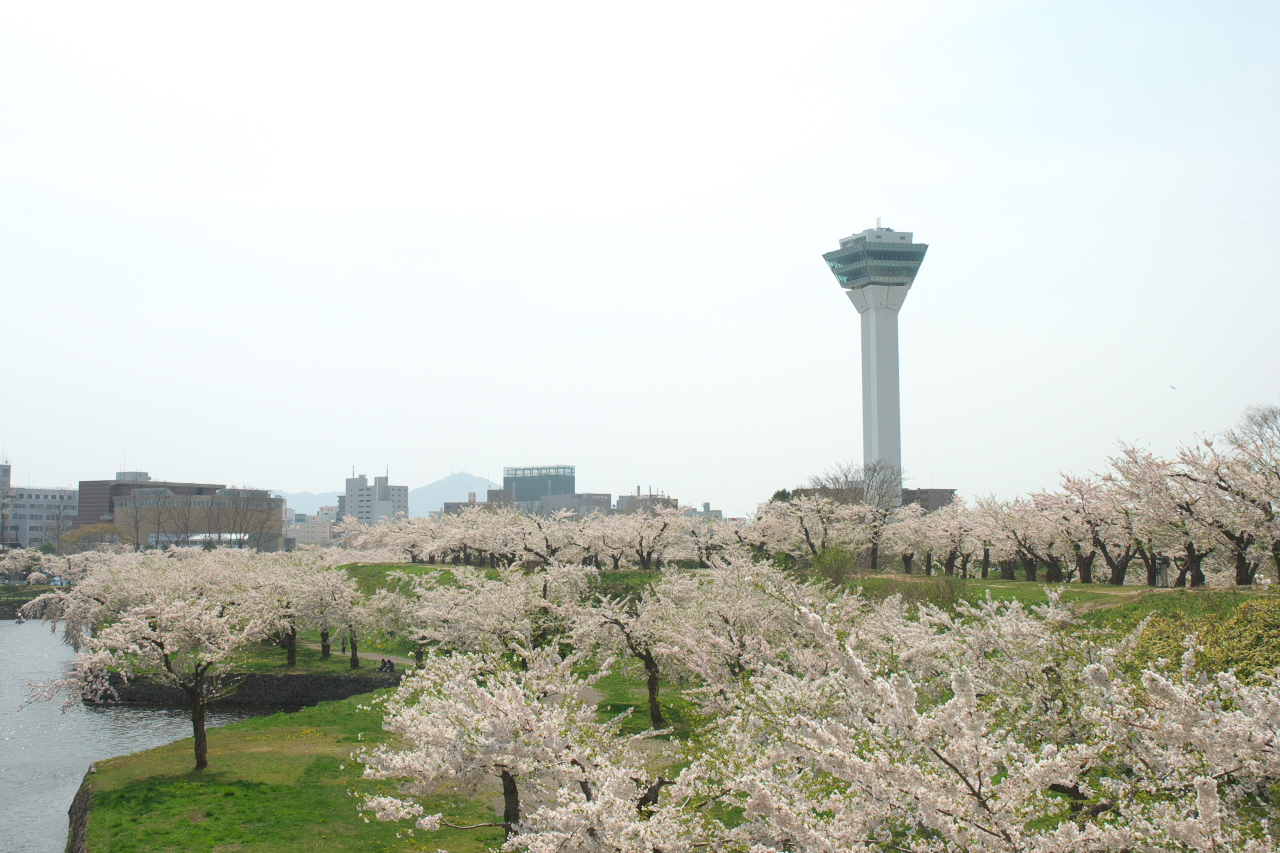
五稜郭の桜と五稜郭タワー

1913年（大正2年）、函館区長・北守政直が陸軍大臣に、五稜郭を公園として無償貸与して欲しいとの請願を行った。陸軍から、使用許可時点の状態を変更することは認めない、最小限の便益施設の設置や新たな樹木の植栽は全て函館要塞司令部の許可が必要である、かつ借用期間中の土地建物等の保存責任と費用負担は函館区が負う、などの条件付きで使用許可が出され、翌年五稜郭公園（ごりょうかくこうえん）として一般開放された。また、『函館毎日新聞』が発行1万号を記念して、1913年から10年かけて数千本のソメイヨシノを植樹した。この桜は現在も約1,600本が残っており、北海道内有数の花見の名所となっている。
1925年（大正11年）には内務省に所管が変わるとともに、史蹟名勝天然紀念物保存法に基づく史蹟に指定された。1929年（昭和4年）には郭外の長斜坂が追加指定され、文部省の所管となった。そして戦後、文化財保護法が制定されると、1952年（昭和27年）に特別史跡に指定された。
1954年（昭和29年）には、函館で開催された北洋漁業再開記念北海道大博覧会（北洋博）の第2会場となった。北洋博で「観光館・お菓子デパート」として用いられた建物は、翌1955年（昭和30年）から市立函館博物館五稜郭分館となり、奉行所の復元工事に伴い、2007年（平成19年）11月に閉館するまで箱館戦争関連の品々を展示していた。また、発掘調査・復元工事が行われる以前には中央部の広場で地元の運動会や夏季の林間学校などが行われ、堀も水質が良好だった時代には、プールやスケートリンクとして使用されていた。

### 函館を代表する観光地に

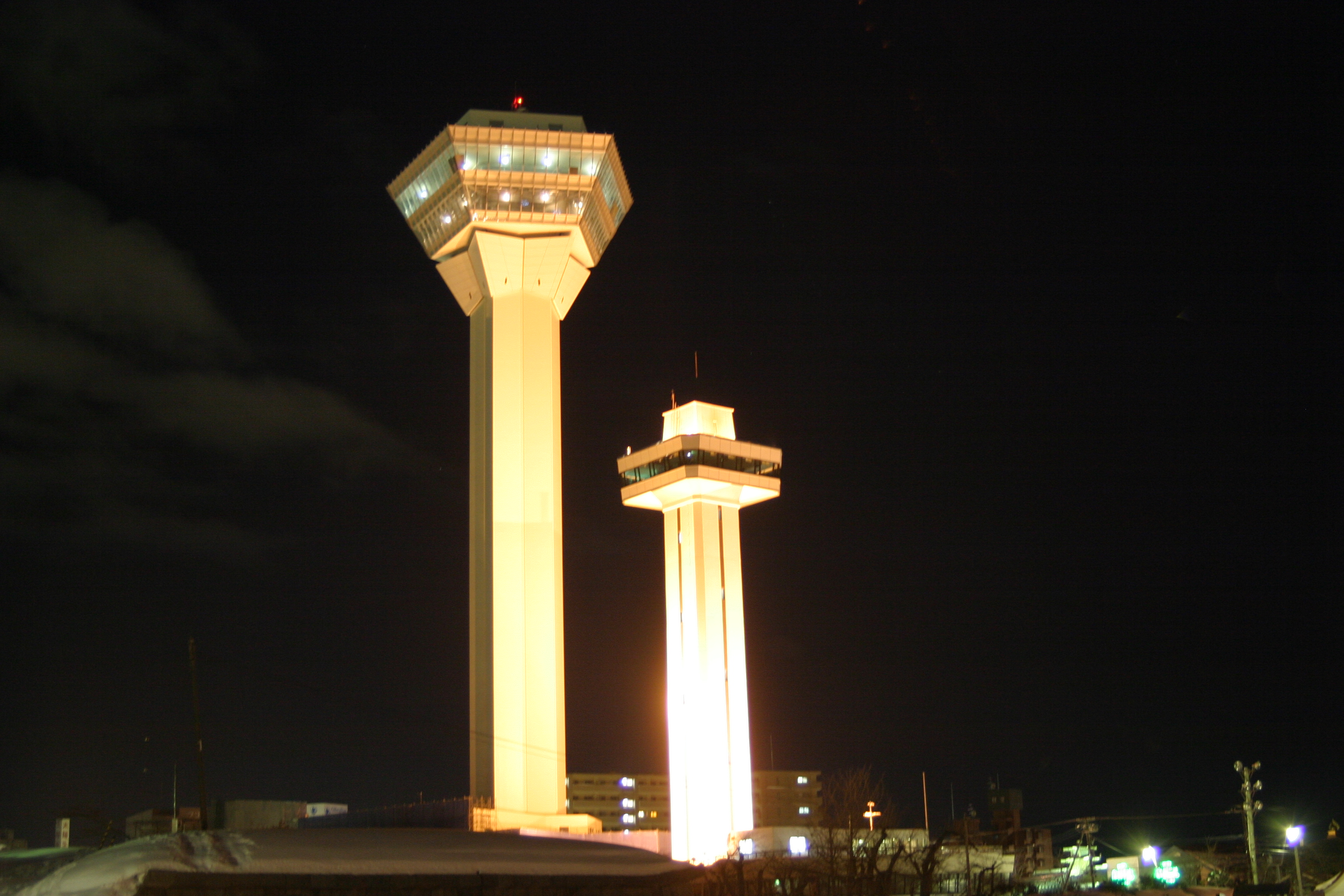
新旧五稜郭タワー（2006年1月）

1964年（昭和39年）、五稜郭築城100年を記念して、南隣に高さ60メートルの五稜郭タワーが開業。
1970年（昭和45年）からは毎年5月に「箱館五稜郭祭」が開催され、箱館戦争の旧幕府軍・新政府軍に扮した「維新パレード」、土方歳三の物まねを競う「土方歳三コンテスト」などが行われている。
そのほか、1986年（昭和61年）から2013年（平成25年）までははこだて冬フェスティバルの会場の1つとなり、市民団体えぞ共和国が五稜郭ファミリーイベントを開催。同イベントでは、1990年（平成2年）から2010年（平成22年）まで陸上自衛隊第28普通科連隊が長さ約40メートルの雪像すべり台を製作したほか、北海道大学水産学部の学生が、赤いふんどしに足袋を履いた姿で女性騎手をのせたタイヤチューブを曳き走る赤ふんダービーも行われた。
また、1988年（昭和63年）から五稜郭の土手や堀を舞台に市民ボランティアが函館の歴史を演じる「市民創作函館野外劇」や、1989年（平成元年）からは、冬の夜間に五稜郭のライトアップを行う「五稜星の夢」が始まり、現在まで続いている。2006年（平成18年）には、五稜郭タワーが高さ107メートルの新タワーに改築された。
五稜郭は、2004年（平成16年）に「五稜郭と箱館戦争の遺構」として北海道遺産に選定されたほか、観光地の評価としては、ミシュラン・グリーンガイド・ジャパンで、「五稜郭跡」と「眺望（五稜郭跡）」が二つ星を獲得している。

### 奉行所復元
函館市では、1983年（昭和58年）頃から五稜郭の復元整備を目的とした資料調査を進めた。これと並行して郭内中心部の遺構確認試掘調査を行い、奉行所等建物の遺構の残存状況が良好なことを確認し、1985年（昭和60年）から本格的な奉行所遺構の発掘調査を開始した。1985年（昭和60年）から1989年（平成元年）、1993年（平成5年）から2000年（平成12年）、2001年（平成13年）、2005年（平成17年）と4度の発掘調査を行い、復元に向けて多数の基礎的資料を得ている。
この間、有識者で構成された「特別史跡五稜郭跡保存整備委員会」が、2000年（平成12年）に「箱館奉行所復元構想」を、2001年（平成13年）に「箱館奉行所復元計画（郭内土塁内エリア整備計画）」を策定し、箱館奉行所庁舎等の復元整備と活用・公開等についての計画を立案した。その後、文化庁と復元に向けた協議を実施し、2006年（平成18年）に現状変更許可を得て着工した。2010年（平成22年）に復元工事が完成、7月29日に開館した。

## 構造

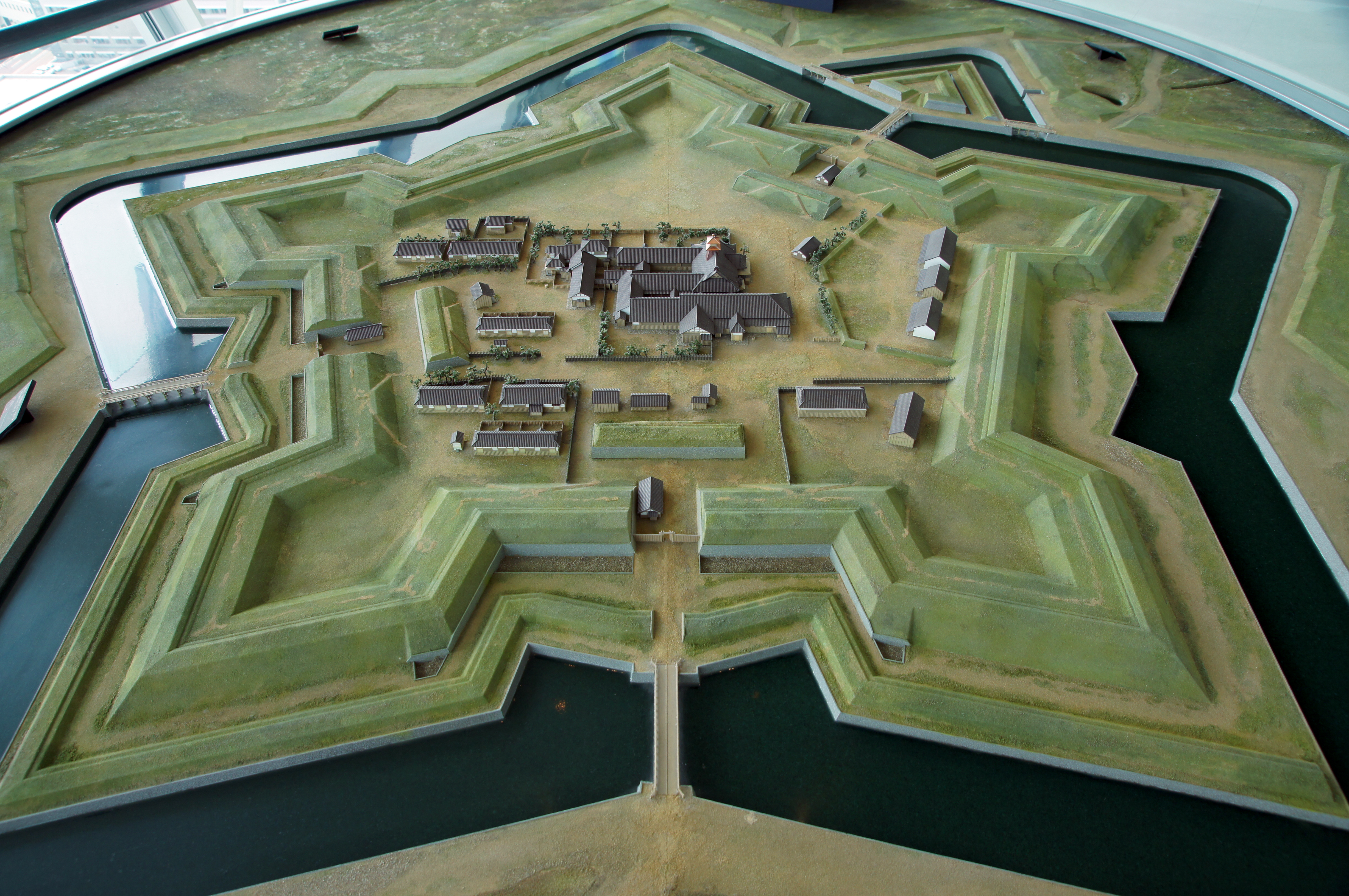
築造当時の五稜郭（模型）。手前の橋は裏門橋。

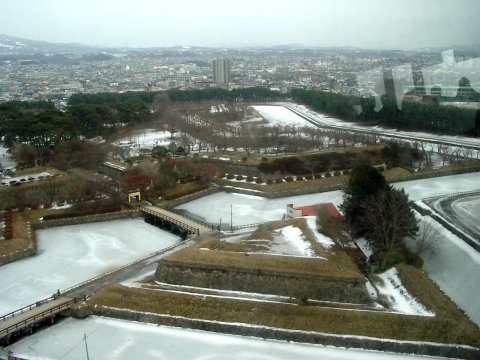
半月堡

五稜郭は、水堀で囲まれた五芒星型の堡塁と1か所の半月堡（馬出堡）からなり、堡塁には本塁（土塁）が築かれ、その内側に奉行所などの建物が建築された。その他、郭外北側に役宅街が造られた。現在の敷地面積（国有地部分）は、郭内外合わせて250,835.51平方メートルであり、うち郭内は約12万平方メートルである。

### 外構
予算の制約と開港後の外国の脅威が予想ほどではなかったことから、外構工事は縮小された。当初5か所を計画していた半月堡は1か所のみ、内岸沿いの低塁も3辺のみ、郭外の斜堤も4辺しか造られなかった。

#### 土塁
堀を掘った土で土塁を築いた。本塁の高さは7.5メートル、幅は土台部分で30メートル、上部の塁道が8メートルあり、塁道は砲台として使用された。そのほか郭内への入口の奥に高さ5.5メートルの見隠塁、堀の内岸に高さ2メートルの低塁、郭外に高さ1メートル強の斜堤が築かれた。

#### 堀
総堀のほか、郭内への入口3か所の両側に幅4メートルの空堀が造られた。総堀の幅は最も広い所で約30メートル、深さは約4ないし5メートル、外周は約1.8キロメートル。築造当時、五稜郭の裏手約1キロメートル離れた亀田川に取水口を設け、地中に埋めた箱樋を通して五稜郭の堀と郭内外の住居の水道用に川の水を引いていた。しかし、第二次世界大戦後、亀田川の護岸工事により五稜郭へ水が流れなくなり、水位が低下して堀の水質が悪化、悪臭を放つようになったため、1974年（昭和49年）からは水道水を堀に流すようになった。

#### 石垣

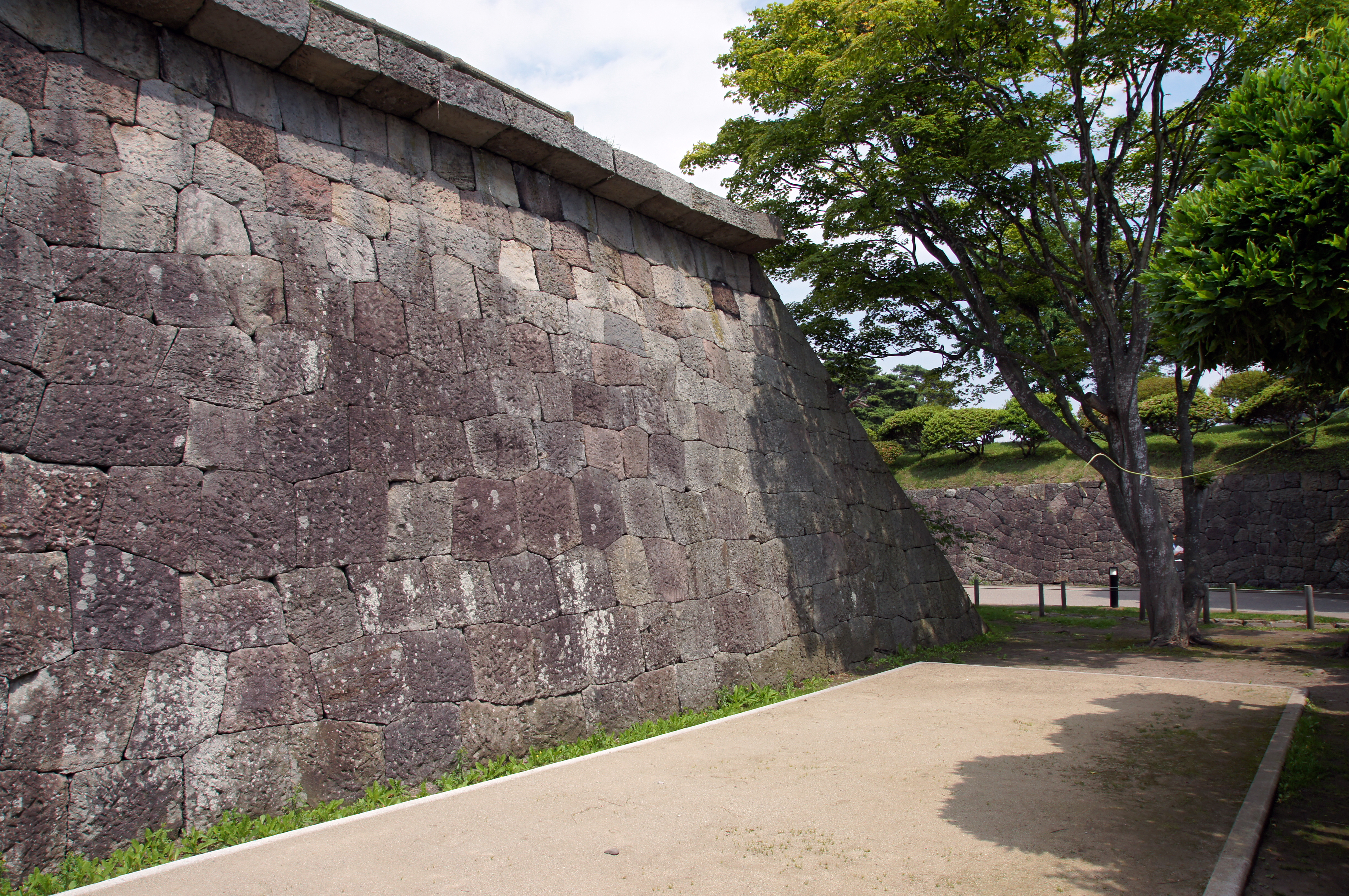
大手口から入って左側の本塁の石垣。最上部に刎ね出しがある。右奥に見えるのは見隠塁。

当初は総堀のほか土塁全てに石垣を築く「西洋法石垣御全備」を計画したが、費用が嵩むとともに石の切り出しに時間がかかることから中止され、石垣は堀のほか半月堡と郭内入口周辺にしか築かれなかった。函館山などから切り出された石材を使用したが、堀の石垣では資金不足のため赤川や亀田川の石を集めて代用した箇所がある（裏門橋側の一部に見られる）。半月堡と大手口の本塁の最上部には「刎ね出し（武者返し）」が付いている。

#### 橋
現在、郭外南西の広場と半月堡を結ぶ一の橋、半月堡と堡塁を結ぶ二の橋、および北側の裏門橋の3本の橋が架かっているが、築造当時は、半月堡から一の橋の反対側および郭の東北側にも橋が架けられていた。なお現在の一の橋、二の橋は築造当時と同じ平橋であるが、1950年（昭和25年）から1980年（昭和55年）までは太鼓橋が架けられていた。

### 建物

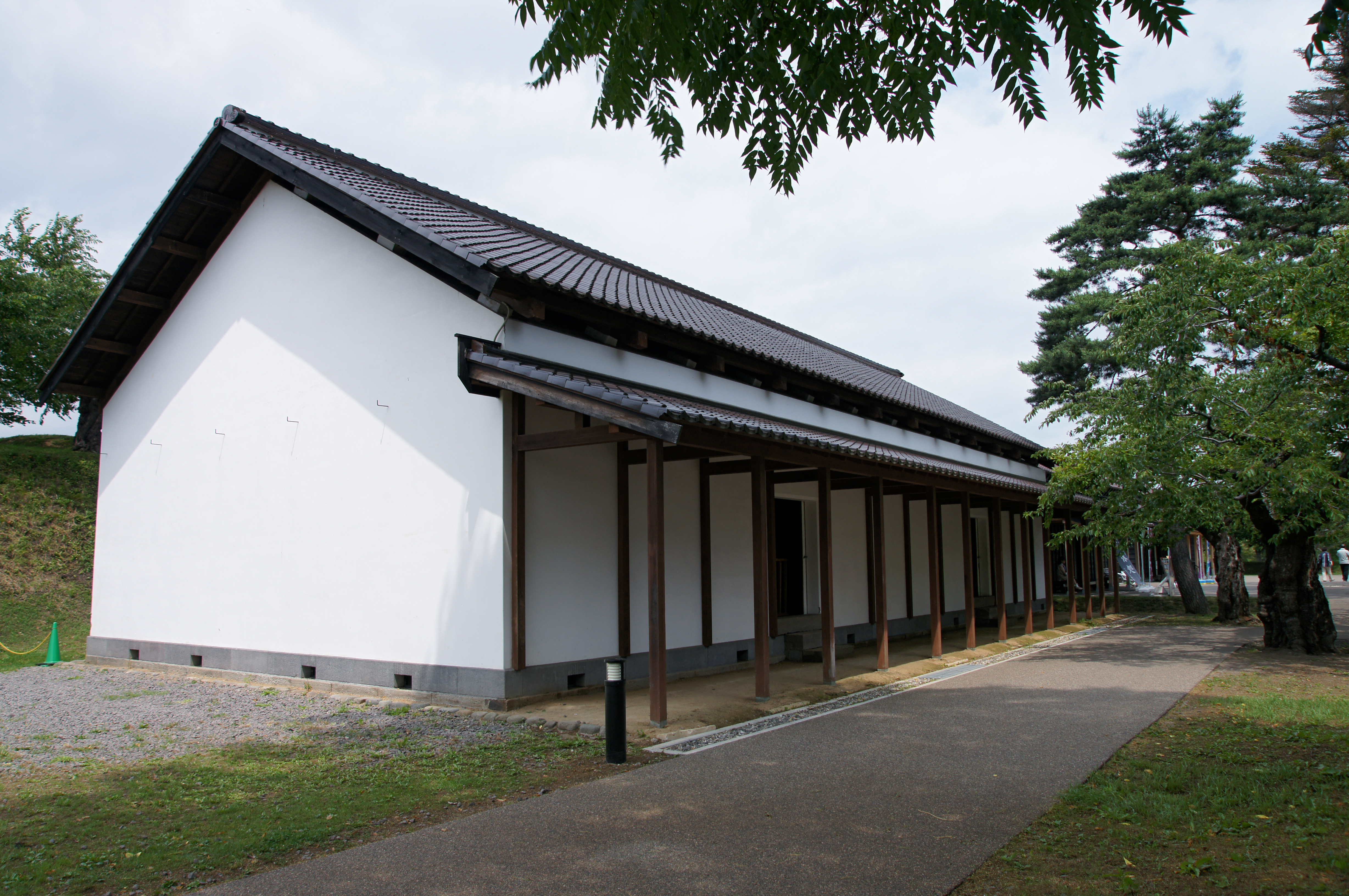
兵糧庫

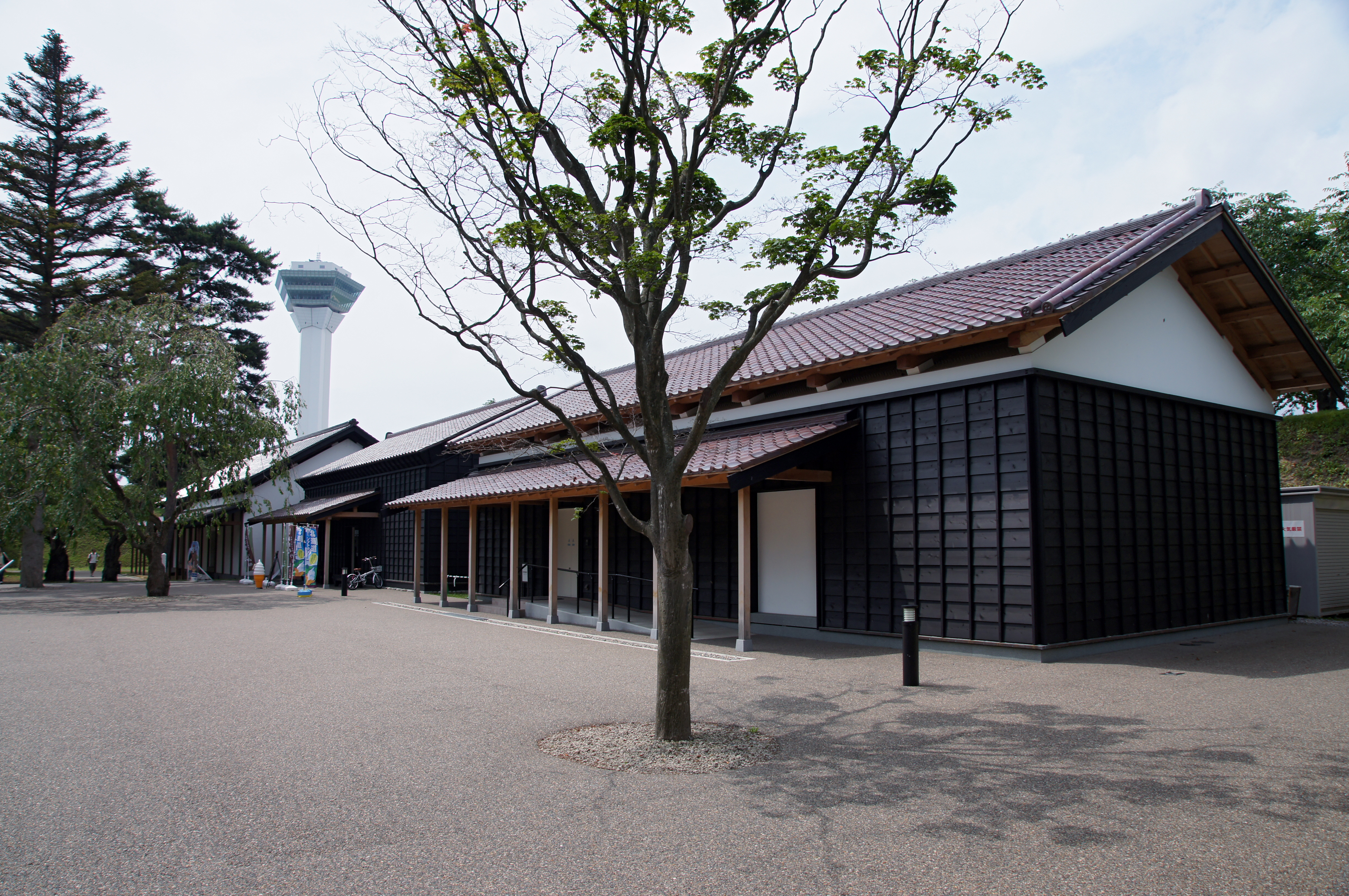
復元された板庫と土蔵

五稜郭内には、奉行所庁舎のほか、用人や近習の長屋、厩、仮牢など計26棟が建てられた。建材は津軽・南部・出羽など、瓦は能登・越後など、釘や畳は江戸というように各地から運ばれた資材が用いられた。なお、建材は能代などで予め加工し、現場では組立だけとすることで、経費節減に努めていた。

#### 奉行所
郭内中心部に建てられた。規模は東西約97メートル、南北約59メートルで、建物面積は約2,685平方メートル。一部2階建であり、西側の役所部分（全体の3/4）と東南の奉行役宅（奥向）から構成されていた。また役所部分は、正面玄関から大広間に繋がる南棟、同心詰所などがある中央棟、白洲や土間などのある北棟に分かれていた。
正面玄関を入った先に高さ約16.5メートルの太鼓櫓が設けられたが、箱館戦争で甲鉄の艦砲射撃を受けた際に、その照準となっていると考えた旧幕府軍が慌てて切り倒している。
奉行所の復元に際し、当初、函館市は奉行所の建物全体の復元を計画したが、建築基準法では1,000平方メートルごとに防火壁を設置しなければならず、復元と防火壁の両立を文化庁と協議した結果、景観上芳しくないこともあり断念し、約1,000平方メートル以内の復元に留めることとなった。当時と同じ材料、同じ工法で、奉行所の南棟と中央棟部分が復元され、復元された奉行所は、平成23年度の北海道赤レンガ建築賞を受賞している。

#### 兵糧庫
築造当時から唯一現存する建物である。明治30年代に函館要塞砲兵大隊の兵舎として使用され、一般開放後、1917年（大正6年）から片上楽天が私設の展示館「懐古館」を開き箱館戦争の資料を展示していたほか、市立博物館の科学教室としても使用されていたことがある。1972年 - 1973年と2001年 - 2002年に復元工事が行われ現在の姿となった。

#### 板庫・土蔵
奉行所復元と同時に、兵糧庫の北側にあった市立博物館五稜郭分館を解体し、板庫（いたくら）と土蔵を復元している。板庫は売店および休憩所、土蔵は管理事務所に使用されている。

#### 役宅
五稜郭の北側（現在の中道1丁目および本道1丁目）に、組頭以下同心までの役宅や長屋、数十軒が建設された。付近には郷宿や料理店も開業し街が形成されたが、箱館総攻撃の際に退却する旧幕府軍により焼き払われた。現在は住宅街となっている。

### 軍備
築造時点では大砲を設置していなかったとみられるが、旧幕府軍が五稜郭を占領した時には、二十四斤砲4門が配備されていた。
箱館総攻撃の際、旧幕府軍は、二十四斤加農砲9門、四斤施条クルップ砲13門、拇短クルップ砲10門を配備していた。但し降伏時に新政府軍に引き渡された大砲は、長加農二十四斤砲9門、四斤施条砲3門、短忽微（ホーイッスル）砲2門、亜ホート忽微砲3門、十三拇（ドイム）臼砲16門であった。

## 石碑その他

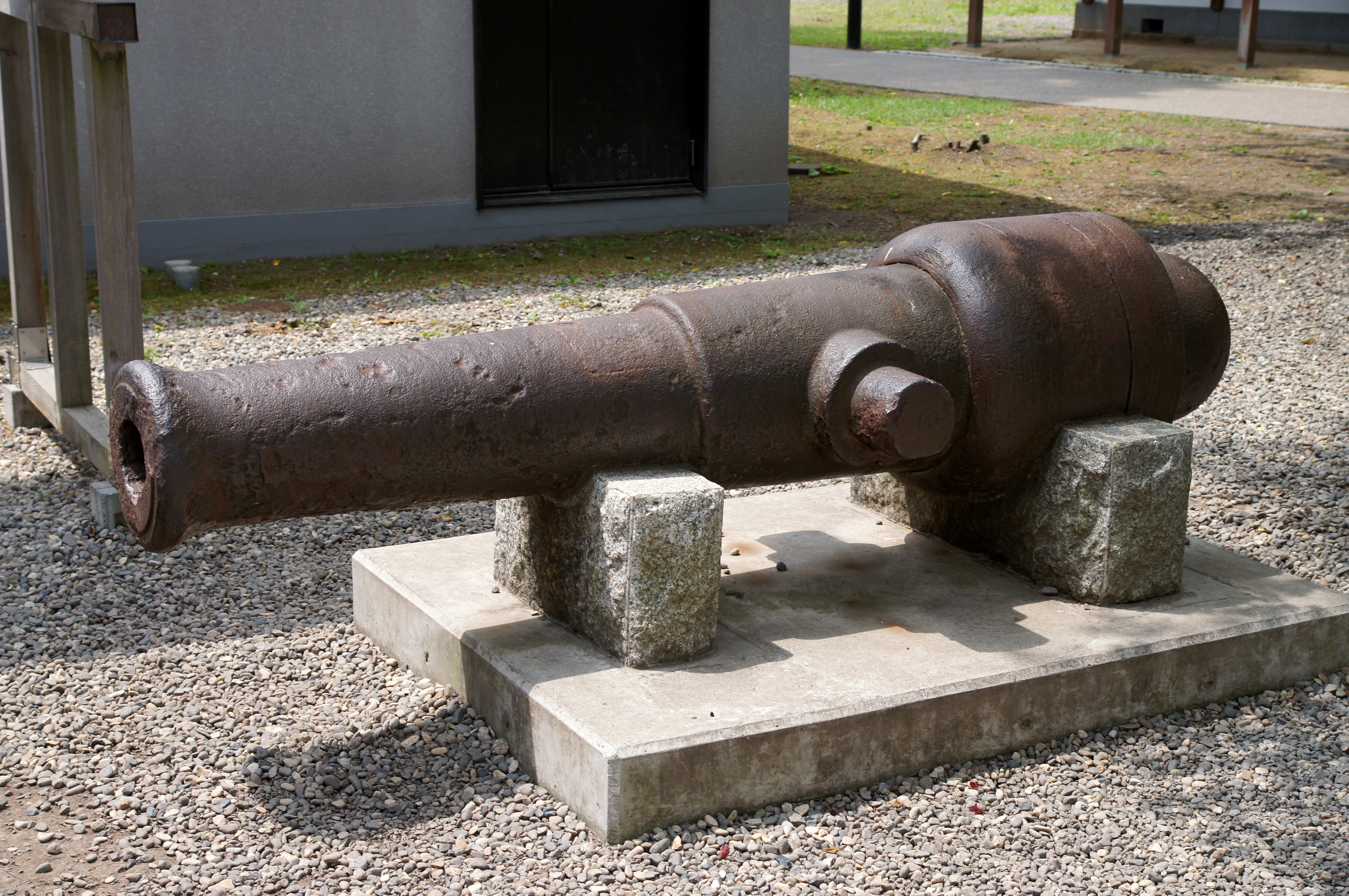
築島台場のブラッケリー砲。
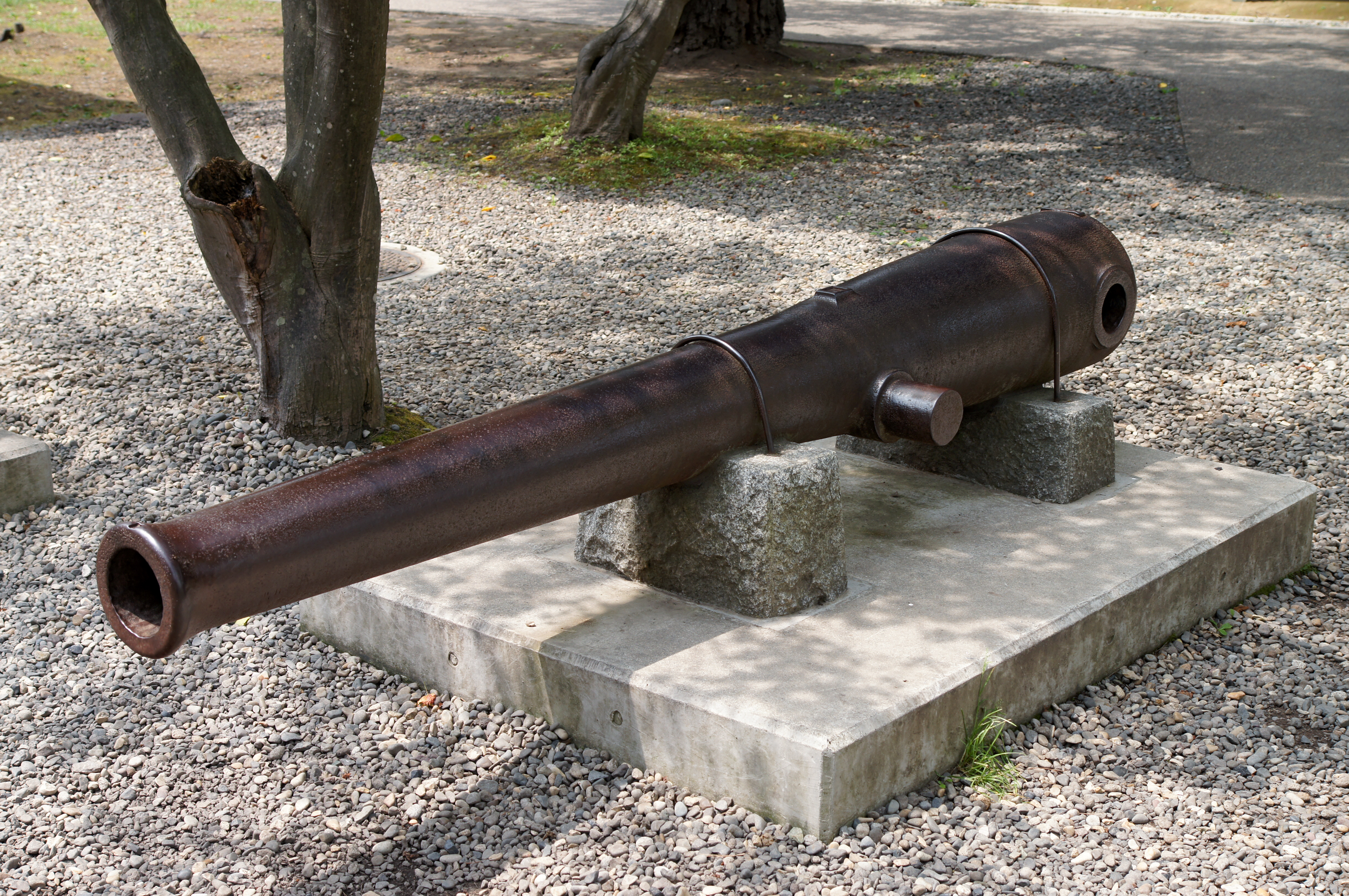
朝陽のクルップ砲。

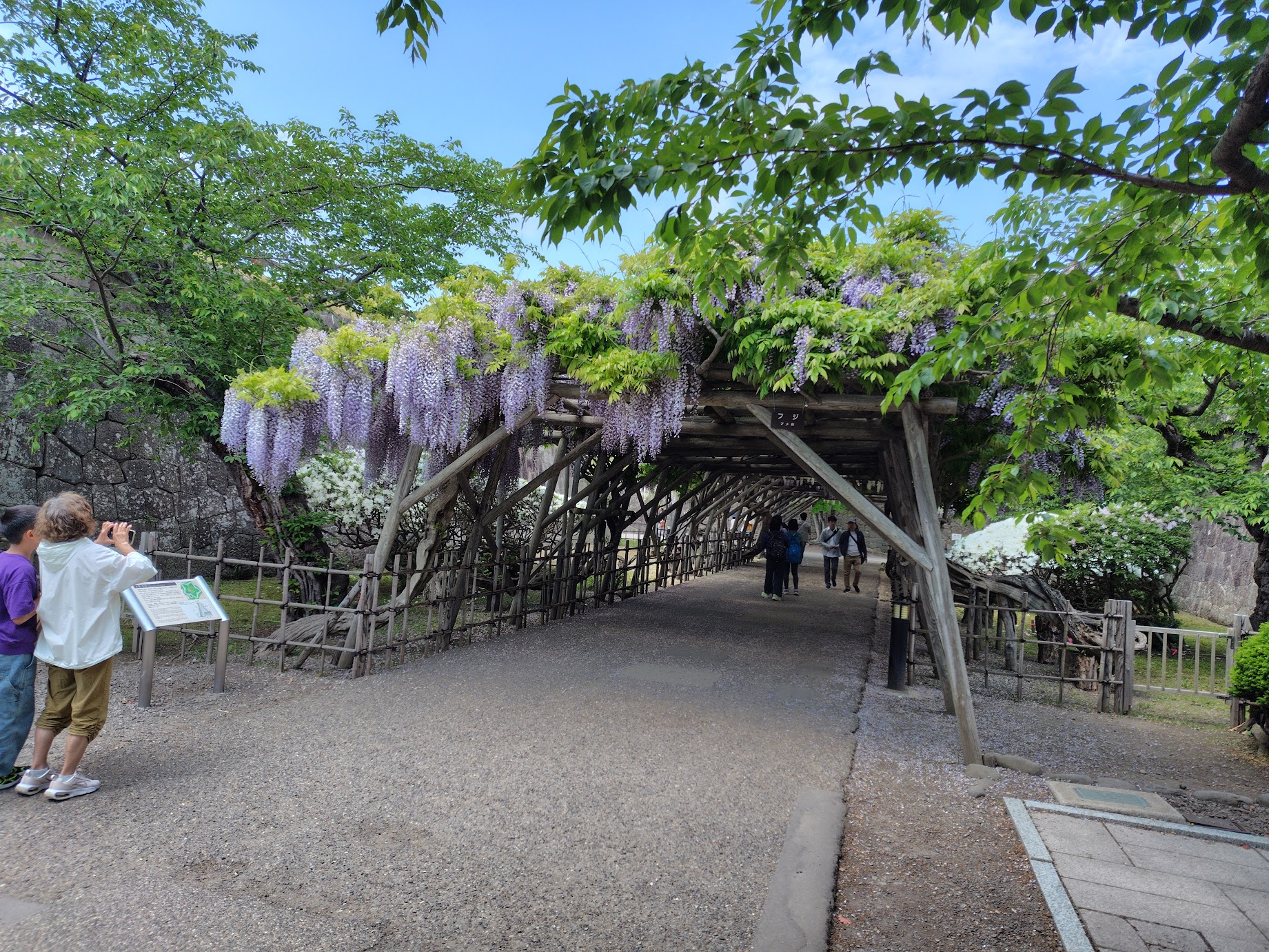
五稜郭の藤棚（2025年6月）

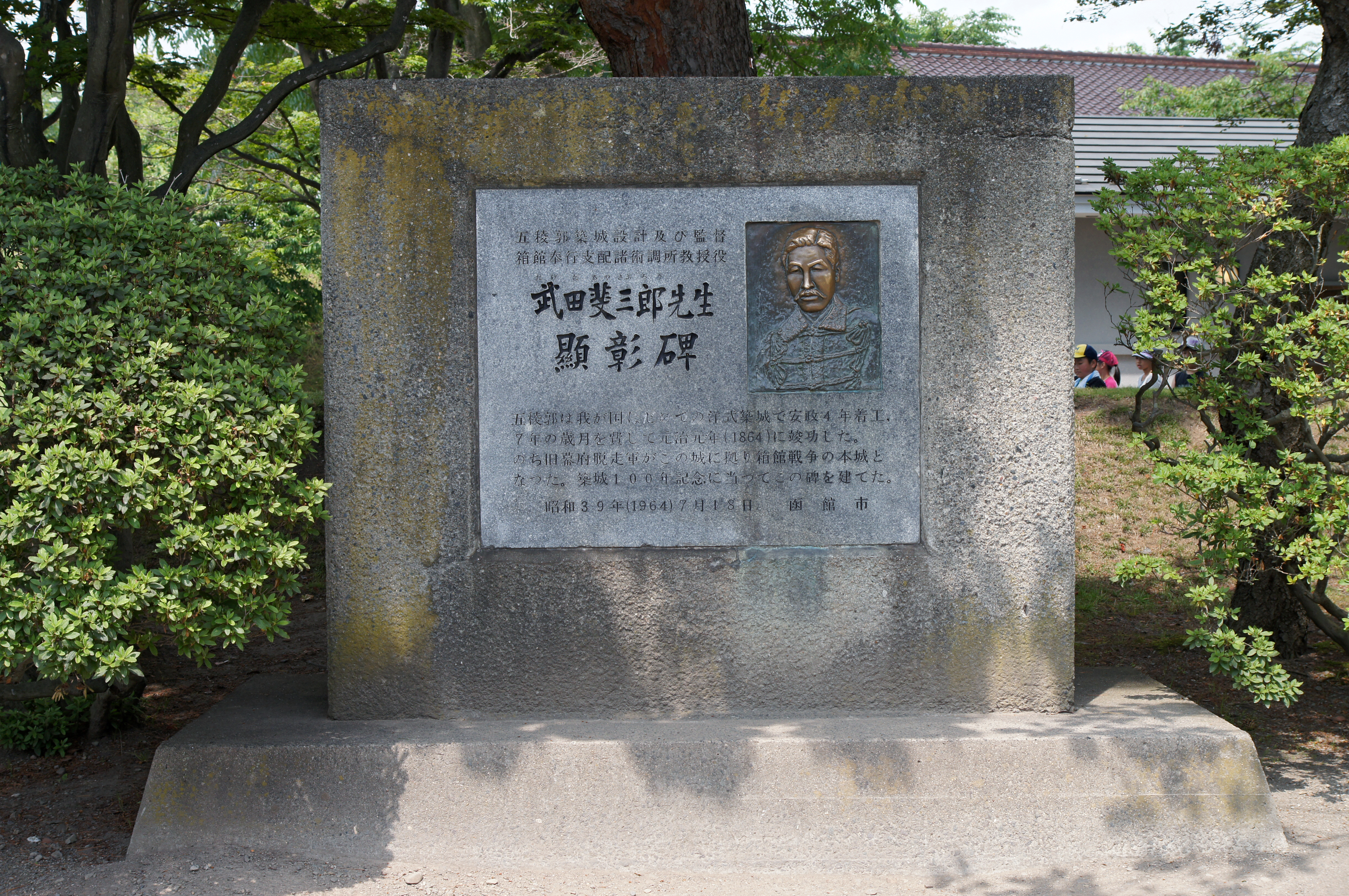
武田斐三郎先生顕彰碑
郭内にある。1963年（昭和38年）、五稜郭築城100周年を記念して建てられた。題字は太田鶴堂で、彫刻家・鈴木達が作った斐三郎のレリーフがはめ込まれている。
一万号記念桜樹碑
1923年（大正12年）、函館毎日新聞社が五稜郭に植樹した桜が1万本に達したことを記念して建てられた。
巌谷小波の句碑
一万号記念桜樹碑の隣にあり、1915年（大正4年）に建てられた。1913年（大正2年）に作家・巖谷小波が来道の際に詠んだ句「其跡や其血の色を艸の花」が刻まれている。
箱館戦争当時の大砲
五稜郭に配備されていたものではないが、箱館戦争で使用された大砲が2門、郭内に展示されている。1門は、旧幕府軍が箱館占領中に構築した築島台場に備え付けられた砲（英・ブラッケリー社製で、もう1門は明治2年5月11日の箱館湾海戦で沈没した新政府軍の軍艦「朝陽」の砲（独・クルップ社製）である。
- 築島台場のブラッケリー砲。
- 朝陽のクルップ砲。

藤棚
二の橋を渡り郭内に入った正面にあり、5・6月に見ごろを迎える。もとは五稜郭公園の開園当時、園内の食堂経営者が別の場所に植樹したもので、1920年（大正9年）以降に函館市が現在地に移設したという。奉行所復元工事の際、同所に五稜郭建造当時の表門があったとして藤棚の移設が予定されたが、市民の保存運動により残された。
男爵芋の碑
裏門郭外にある。第二次世界大戦中に男爵芋が食料として市民を飢えから救ったことを感謝して、1947年（昭和22年）に建てられた。
土饅頭
1878年（明治11年）の土塁修復工事に際して夥しい量の遺体が発見されており、箱館戦争時の旧幕府軍戦死者の埋葬地と推定されている。1899年（明治32年）9月10日に伊庭八郎の弟である伊庭想太郎らを招いて上野東照宮で開かれた「𦾔幕府史談会」では、出席者の一人が「八郎君の墓は函館五稜廊土方歳三氏の墓の傍らに在り」と語っている。また片上楽天は、郭内にある2つの土饅頭には伊庭八郎や春日左衛門らが埋葬されていると、1921年に発行した『五稜郭史』に記している。

## 現地情報
所在地
北海道函館市五稜郭町・本通1
交通アクセス

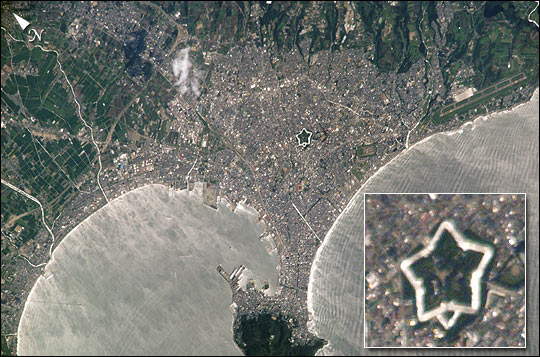
五稜郭付近の衛星写真（NASAによる資料）

- 函館市電2系統・5系統五稜郭公園前停留場 - 徒歩15分
- JR函館本線・道南いさりび鉄道の五稜郭駅からは2キロメートル程度離れている。
- 函館バス「五稜郭公園入口」「五稜郭公園裏」「五稜郭タワー前」停留所
- 函館タクシー（函館帝産バス）「五稜郭公園入口」停留所
- 北海道バス「五稜郭公園前」停留所
- 北海道道571号五稜郭公園線

## 五稜郭を舞台とする作品
- 五稜郭 (テレビドラマ)
- ゴールデンカムイ